# Manuel Pachón
Manuel Pachón (3 de mayo de 1936 - 20 de febrero de 2021) fue un actor colombiano de cine, teatro, televisión y radio.

## Biografía
Pachón inició su carrera como actor en su niñez, interpretando el papel de Alberto Limonta en la radionovela El derecho de nacer. Continuó vinculado a este medio durante algunos años y protagonizó Kadir, novela radial de gran popularidad en Colombia. En las décadas de 1960 y 1970 dio el salto a la televisión y al cine, registrando apariciones en producciones como La abuela, El cazador nocturno y El Virrey Solís. En la década de 1980 interpretó sus papeles más reconocidos en las películas Cóndores no entierran todos los días, El embajador de la India y Técnicas de duelo, y en las series de televisión Dejémonos de vainas y Los dueños del poder.
Luego de actuar en producciones del cineasta Sergio Cabrera en la década de 1990 como Águilas no cazan moscas, Ilona llega con la lluvia y Golpe de estadio, registró esporádicas apariciones en la televisión colombiana en los seriados Sin senos no hay paraíso, Verano en Venecia, Victorinos y La ley del corazón.
Aquejado con problemas cardiacos e insuficiencia renal, Pachón falleció alas 11:40 am (hora local) a raíz de complicaciones cardiacas el 20 de febrero de 2021 a los ochenta y cuatro años.

## Filmografía destacada

### Cine y televisión
- 2019 - La ley del corazón
- 2013 - La Madame
- 2009 - Victorinos
- 2009 - Verano en Venecia
- 2008 - Sin senos no hay paraíso
- 2008 - Aquí no hay quien viva
- 2002 - Pedro el escamoso
- 1998 - Golpe de estadio
- 1996 - Ilona llega con la lluvia
- 1994 - Morena Clara
- 1994 - Águilas no cazan moscas
- 1994 - El hijo de Nadia
- 1993 - La fuerza del poder
- 1988 - Técnicas de duelo
- 1987 - Destino
- 1987 - El embajador de la India
- 1986 - Los dueños del poder
- 1984 - Dejemonos de vainas
- 1984 - Cóndores no entierran todos los días
- 1983 - Los premios
- 1981 - El Virrey Solís
- 1980 - El cazador nocturno
- 1978 - El caballero de Rauzán
- 1978 - La abuela